# Heterogamisca adelungi
Heterogamisca adelungi är en kackerlacksart som först beskrevs av Bolívar 1914.  Heterogamisca adelungi ingår i släktet Heterogamisca och familjen Polyphagidae.
Artens utbredningsområde är Marocko. Inga underarter finns listade i Catalogue of Life.